# Horia (gmina w okręgu Neamț)
Horia – gmina w Rumunii, w okręgu Neamț. Obejmuje miejscowości Cotu Vameș i Horia. W 2011 roku liczyła 5826 mieszkańców.